# Discographie de Joe Hisaishi
 (septembre 2020).
La mise en forme du texte ne suit pas les recommandations de Wikipédia : il faut le « wikifier ».
Les points d'amélioration suivants sont les cas les plus fréquents :
- Les titres sont pré-formatés par le logiciel. Ils ne sont ni en capitales, ni en gras.
- Le texte ne doit pas être écrit en capitales (les noms de famille non plus), ni en gras, ni en italique, ni en « petit »…
- Le gras n'est utilisé que pour surligner le titre de l'article dans l'introduction, une seule fois.
- L'italique est rarement utilisé : mots en langue étrangère, titres d'œuvres, noms de bateaux, etc.
- Les citations ne sont pas en italique mais en corps de texte normal. Elles sont entourées par des guillemets français : « et ».
- Les listes à puces sont à éviter, des paragraphes rédigés étant largement préférés. Les tableaux sont à réserver à la présentation de données structurées (résultats, etc.).
- Les appels de note de bas de page (petits chiffres en exposant, introduits par l'outil «  Source ») sont à placer entre la fin de phrase et le point final[comme ça].
- Les liens internes (vers d'autres articles de Wikipédia) sont à choisir avec parcimonie. Créez des liens vers des articles approfondissant le sujet. Les termes génériques sans rapport avec le sujet sont à éviter, ainsi que les répétitions de liens vers un même terme.
- Les liens externes sont à placer uniquement dans une section « Liens externes », à la fin de l'article. Ces liens sont à choisir avec parcimonie suivant les règles définies. Si un lien sert de source à l'article, son insertion dans le texte est à faire par les notes de bas de page.
- La présentation des références doit suivre les conventions bibliographiques. Il est recommandé d'utiliser les modèles {{Ouvrage}}, {{Chapitre}}, {{Article}}, {{Lien web}} et/ou {{Bibliographie}}. Le mode d'édition visuel peut mettre en forme automatiquement les références.
- Insérer une infobox (cadre d'informations à droite) n'est pas obligatoire pour parachever la mise en page.

Pour une aide détaillée, merci de consulter Aide:Wikification.
Si vous pensez que ces points ont été résolus, vous pouvez retirer ce bandeau et améliorer la mise en forme d'un autre article.
La discographie de Joe Hisaishi est particulièrement riche, puisqu'elle compte plus de cent cinquante albums en près de quarante ans de carrière. De fait, il est difficile d'en établir une liste exhaustive, d'autant qu'entre sorties initiales et rééditions certaines sources se contredisent quant aux dates de parution. Joe Hisaishi produit toujours plusieurs albums chaque année, les sorties les plus récentes peuvent donc également manquer.
La plupart de ces albums sont parus exclusivement au Japon sous des titres en caractères japonais. Il n'existe généralement pas de traductions officielles ou de versions internationales, celles proposées ici sont donc officieuses mais se veulent les plus rigoureuses possibles.

## Années 1970
La carrière de Joe Hisaishi débute en 1974.

## Années 1980
| Date de sortie                      | Album | Traduction                                                             | Notes                                   |
| ----------------------------------- | --- | ---------------------------------------------------------------------- | --------------------------------------- |
| 21 août 1981                        | MKWAJU |                                                                        |                                         |
| 25 octobre 1982                     | Information |                                                                        | 1er album solo                          |
| 25 novembre 1983                    | 風の谷のナウシカ イメージアルバム Kaze no Tani no Naushika Image Album                                              | Nausicaä de la vallée du vent : Album image                            |                                         |
| 25 février 1984                     | 風の谷のナウシカ シンフォニー編 風の伝説 Kaze no Tani no Naushika Symphony~hen Kaze no Densetsu                     | Nausicaä de la vallée du vent : Version symphonique La Légende du vent |                                         |
| 25 février 1984                     | 風の谷のナウシカ ドラマ編 Kaze no Tani no Naushika Drama~hen                                                        | Nausicaä de la vallée du vent : Version drama                          |                                         |
| 25 mars 1984                        | 風の谷のナウシカ サウンドトラック はるかな地へ・・・ Kaze no Tani no Naushika Soundtrack Harukana Chihe             | Nausicaä de la vallée du vent : Bande originale Terre lointaine        | 1re composition pour Hayao Miyazaki     |
| 21 décembre 1984                    | Wの悲劇 オリジナル サウンドトラック W no Higeki Original Soundtrack                                                 | La Tragédie de W : Bande originale                                     | 1re composition pour Shin'ichirō Sawai  |
| 25 juin 1985                        | α-BET-CITY |                                                                        | 3e album solo                           |
| 1er septembre 1985                  | Sōshun monogatari (早春物語)                                                                                        | Conte de début de printemps                                            | 2e composition pour Shin'ichirō Sawai   |
| 25 octobre 1985                     | アリオン イメージアルバム 〜風・荒野〜 Arion Image Album ~Kaze - Kōya~                                              | Arion : Album image - Vent, Terre stérile                              |                                         |
| 1986                                | SOIL 未来の記憶 Soil Mirai no Kioku                                                                                 | Terre : Souvenir du Futur                                              | Composition pour la chanteuse Syoko     |
| 25 mars 1986                        | アリオン サウンドトラック Arion Soundtrack                                                                          | Arion : Bande originale                                                | 1re composition pour Yoshikazu Yasuhiko |
| 25 avril 1986                       | 交響組曲「アリオン」 Kōkyōsoshikyoku "Arion"                                                                        | Arion : Suite symphonique                                              |                                         |
| 25 mai 1986                         | 天空の城ラピュタ イメージアルバム 空から降ってきた少女 Tenkū no Shiro Rapyuta Image Album Sora kara Futtekita Shōjo | Le Château dans le ciel : Album image La Fille tombée du ciel          |                                         |
| 25 août 1986                        | 天空の城ラピュタ サウンドトラック 飛行石の謎 Tenkū no Shiro Rapyuta Soundtrack Hikōseki no Nazo                     | Le Château dans le ciel : Bande originale Le Mystère de l'île volante  | 2e composition pour Hayao Miyazaki      |
| 25 septembre 1986                   | Curved Music |                                                                        | 4e album solo                           |
| 25 octobre 1986                     | めぞん一刻 Mezon Ikkoku                                                                                             | Maison Ikkoku                                                          | 3e composition pour Shin'ichirō Sawai   |
| 25 novembre 1986                    | 風の谷のナウシカ BEST COLLECTION Kaze no Tani no Naushika Best Collection                                           | Nausicaä de la vallée du vent : Compilation                            |                                         |
| 25 janvier 1987                     | 天空の城ラピュタ シンフォニー編 大樹 Tenkū no Shiro Rapyuta Symphony~hen Ōki                                        | Le Château dans le ciel : Version symphonique Le Grand Arbre           |                                         |
| 5 mars 1987                         | 恋人たちの時刻 Koibitotachi no Jikoku                                                                               | Le Temps des amants                                                    | 4e composition pour Shin'ichirō Sawai   |
| 21 mars 1987                        | Robot Carnival Original Soundtrack                                                                                  | Robot Carnival : Bande originale                                       | Avec Isaku Fujia et Masahisa Takeichi   |
| 21 juillet 1987                     | 漂流教室 オリジナル サウンドトラック Hyōryū Kyōshitsu Original Soundtrack                                           | L'École emportée : Bande originale                                     | 1re composition pour Nobuhiko Obayashi  |
| 25 novembre 1987                    | となりのトトロ イメージソング集 Tonari no Totoro Image Song~shū                                                     | Mon voisin Totoro : Album image                                        |                                         |
| 25 mars 1988                        | 君をのせて Kimi o Nosete                                                                                            | Te transporter (Carrying You)                                          | Single issu du Château dans le ciel     |
| 1er mai 1988                        | となりのトトロ サウンドトラック Tonari no Totoro Soundtrack                                                         | Mon voisin Totoro : Bande originale                                    | 3e composition pour Hayao Miyazaki      |
| 21 juillet 1988                     | Piano Stories |                                                                        | 5e album solo                           |
| 21 août 1988                        | Night City |                                                                        | Pré-single issu d'Illusion              |
| 25 septembre 1988                   | となりのトトロ サウンドブック Tonari no Totoro Soundbook                                                            | Mon voisin Totoro : Livre sonore                                       |                                         |
| 21 décembre 1988                    | Illusion |                                                                        | 6e album solo                           |
| 21 décembre 1988 ou 10 janvier 1989 | 冬の旅人 Fuyu no Tabibito                                                                                           | Voyageur de l'hiver                                                    | Single issu d'Illusion                  |
| 21 décembre 1988                    | ヴィナス戦記 イメージアルバム Venus Senki Image Album                                                               | Venus Wars : Album image                                               |                                         |
| 25 février 1989                     | 天空の城ラピュタ ドラマ編 Tenkū no Shiro Rapyuta Drama~hen                                                          | Le Château dans le ciel : Version drama                                |                                         |
| 25 février 1989                     | となりのトトロ ドラマ編 Tonari no Totoro Drama~hen                                                                  | Mon voisin Totoro : Version drama                                      |                                         |
| 10 avril 1989                       | ヴィナス戦記 サウンドトラック Venus Senki Soundtrack                                                                | Venus Wars : Bande originale                                           | 2e composition pour Yoshikazu Yasuhiko  |
| 10 avril 1989                       | 魔女の宅急便 イメージソング集 Majo no Takkyūbin Image Song~shū                                                      | Kiki la petite sorcière : Album image                                  |                                         |
| 21 avril 1989                       | THE INNERS~遥かなる時間の彼方へ                                                                                     |                                                                        | Single ???                              |
| 25 août 1989                        | 魔女の宅急便 サウンドトラック Majo no Takkyūbin Soundtrack                                                          | Kiki la petite sorcière : Bande originale                              | 4e composition pour Hayao Miyazaki      |
| 21 septembre 1989                   | PRETENDER |                                                                        | 7e album solo                           |
| 25 septembre 1989                   | 魔女の宅急便 ドラマ編 Majo no Takkyūbin Drama~hen                                                                   | Kiki la petite sorcière : Version drama                                |                                         |
| 25 octobre 1989                     | 風の谷のナウシカ ハイテックシリーズ Kaze no Tani no Naushika High-Tech Series                                       | Nausicaä de la vallée du vent : Série high-tech                        |                                         |
| 25 novembre 1989                    | 天空の城ラピュタ ハイテックシリーズ Tenkū no Shiro Rapyuta High-Tech Series                                         | Le Château dans le ciel : Série high-tech                              |                                         |
| 21 décembre 1989                    | 魔女の宅急便 ハイテックシリーズ Majo no Takkyūbin High-Tech Series                                                  | Kiki la petite sorcière : Série high-tech                              |                                         |

## Années 2000
| Album                                                           | Release date | Notes                      |  |
| First Love (Hatsu-koi)                                          | 2000-03-28   |                            |  |
| Alpenrose                                                       | 2000-04-26   |                            |  |
| Alpenrose Sinfónica                                             | 2000-04-26   | Album                      |  |
| As the River Flows                                              | 2000-04-29   |                            |  |
| Shoot the violista (ヴィオリストを撃て)                         | 2000-05-17   |                            |  |
| Aniki, mon frère (Brother)                                      | 2001-01-17   | Soundtrack                 |  |
| Spirited Away                                                   | 2001-04-04   | Image Album                |  |
| Joe Hisaishi Meets Kitano Films                                 | 2001-06-21   | Compilation                |  |
| Spirited Away                                                   | 2001-07-18   | Soundtrack                 |  |
| Spirited Away                                                   | 2001-07-18   | Single                     |  |
| Quartet                                                         | 2001-09-27   |                            |  |
| Le Petit Poucet                                                 | 2001-10-15   |                            |  |
| Encore                                                          | 2002-03-06   |                            |  |
| Super Night Orchestra, 2001                                     | 2002-07-26   |                            |  |
| Le Château ambulant                                             | 2002-10-02   | Soundtrack                 |  |
| Dolls                                                           | 2002-10-02   | Soundtrack                 |  |
| Mei and the Catbus                                              | 2002-10-02   |                            |  |
| My Neighbor Totoro                                              | 2002-10-23   | Orchestral                 |  |
| Kaze no Bon (の風盆から)                                        | 2002-11-23   |                            |  |
| Mibugishiden                                                    | 2002-12-26   | Soundtrack                 |  |
| Curved Music II                                                 | 2003-01-29   |                            |  |
| Etude                                                           | 2003-03-12   |                            |  |
| Private (プライベート)                                          | 2004-01-21   |                            |  |
| Le Château ambulant                                             | 2004-01-21   | Image Album                |  |
| Le Mécano de la General                                         | 2004-09-06   | Soundtrack                 |  |
| Le Château ambulant                                             | 2004-11-19   | Soundtrack                 |  |
| Freedom Piano Stories 4                                         | 2005-01-26   |                            |  |
| Works III                                                       | 2005-07-27   | Compilation / Studio Album |  |
| Welcome to Dongmakgol (웰컴 투 동막골)                          | 2005-08-04   | Soundtrack                 |  |
| Yamato                                                          | 2005-12-17   |                            |  |
| A Chinese Tall Story (情癫大圣)                                 | 2005-12-22   |                            |  |
| Asia X.T.C.                                                     | 2006-10-04   | Studio Album               |  |
| Tae Wang Sa Shin Gi (태왕 사 신기)                              | 2007-09-11   | Soundtrack                 |  |
| A Tale of Mari and Three Puppies (マリと子犬の物語)             | 2007-12-08   | Soundtrack                 |  |
| Ponyo on the Cliff by the Sea                                   | 2008-03-08   | Image Album                |  |
| Piano Stories Best '88-'08                                      | 2008-04-16   | Recopilación               |  |
| Ponyo on the Cliff by the Sea                                   | 2008-07-16   | Soundtrack                 |  |
| Departures                                                      | 2008-09-10   | Soundtrack                 |  |
| I'd Rather Be A Shellfish                                       | 2008-11-19   | Soundtrack                 |  |
| Another Piano Stories - The End of the World                    | 2009-02-18   | Studio Album               |  |
| NHK TV Series "Saka no Ue no Kumo"                              | 2009-11-18   | Soundtrack                 |  |
| Oruru No Mori No Monogatari(A Tale Of Ululu's Wonderful Forest) | 2009-12-16   | Soundtrack                 |  |

## Années 2010
| Album                                            | Release date | Notes                 |
| The 19th Step                                    | 2010         | Studio Album          |
| Ocean Heaven Gui Lunmei                          | 2010         |                       |
| Akunin (Villain)                                 | 2010-09-01   | Soundtrack            |
| Melodyphony -Best of Joe Hisaishi                | 2010-10-27   | Compilation           |
| NHK Special Drama "Saka no Ue no Kumo" Dai Ni Bu | 2010-11-17   | Soundtrack            |
| Ni no Kuni                                       | 2011-02-09   | Video Game Soundtrack |